# Tatjana Kim
Tatjana  Vladimirovna Kim (ryska: Татья́на Влади́мировна Ким), tidigare Tatjana Bakaltjuk, född 16 oktober 1975 i Moskva oblast, är en rysk entreprenör, som är grundare av, och verkställande direktör för Wildberries, Rysslands största e-handelsföretag.

## Uppväxt och yrkesliv
Tatjana Kim växte upp i Moskva oblast i en familj som tillhörde den etniska minoriteten korjo-saram av koreanskt ursprung. Hon utbildade sig i språk i Kolomna och blev därefter lärare i engelska.
I början av 2000-talet mötte hon entreprenören Vladislav Bakalchuk. Paret fick sitt första barn 2004, och därefter lanserade hon med startkapital från sin make handelsföretaget Wildberries, som i början framför allt sålde importerad konfektion från tyska Otto Group och Quelle. En del såldes också som e-handel.
Omkring  2006 öppnade Wildberries ett kontor med ett fåtal anställda i Milkovo i Leninskij-distriktet i Moskva. Företaget började sälja konfektion från små, lokala europeiska varumärken och överskottslager  av tidigare kollektioner av välkända märken. Wildberries var bland de första ryska e-handelsföretagen som debiterade en enhetlig fraktavgift och erbjöd en möjlighet till att prova kläder vid företagets distributionsställen. År 2020 drev företaget fler än 7.000 sådana upphämtningslokaler.
Under Rysslands finanskris 2016-2016 bytte Wildberries till en Amazon-liknande handelsplattform och senare gynnades företaget av den allmänna ökningen av e-handel under COVID-19-pandemin. Tatjana Kabaltjuk blev Rysslands rikaste kvinna. Hon och Jelena Baturina (född 1963), blev under 2020-talets första hälft Rysslands två första kvinnliga miljardärer.

## Affärskonflikten mellan makarna Bakaltjuk 2024
Till 2020 var Tatjana Bakaltjuk ensamägare av Wildberries, men detta år överförde hon 1 % av företaget till sin dåvarande man Vladislav Bakalchuk. Ett tvåpersonersägande tillåter Wildberries att bilda dotterbolag enligt en förenklad process.
Vladislav Bakaltjuk motsatte sig 2024 en planerad sammanslagning av Wildberries och marknadsföringsföretaget Russ Group, vilken fått välsignelse av Vladimir Putin. Han tog hjälp av Tjetjeniens ledare Ramzan Kadyrov.  I september 2024 försökte ett 20-tal beväpnade män, bland dem flera tjetjener, tränga sig in i Wildberries huvudkontor i Moskva. Företagets säkerhetsvakter gjorde motstånd, skottlossning utbröt och två av vakterna dog. Ett antal män arresterades för mord, varav en var Vladislav Bakaltjuk.

## Privatliv
Tatjana Kim gifte sig med entreprenören Vladislav Bakalchuk under tidigt 2000-tal. Paret har sju barn. Efter affärskonflikten mellan makarna i juni 2024 begärde Tatjana Bakaltjuk skilsmässa. Hon återtog i september 2024 sitt flicknamn "Kim".